# Epiophlebia sinensis
Epiophlebia sinensis is een libellensoort uit de familie van de Epiophlebiidae, onderorde Anisozygoptera (oerlibellen).
De soort is in 2010 ontdekt in China, en werd in 2011 voor het eerst wetenschappelijk beschreven door Jing-Ke Li et al.